# 平成30年度全国高等学校総合体育大会
平成30年度全国高等学校総合体育大会（へいせい30ねんどぜんこくこうとうがっこうそうごうたいいくたいかい）は、2018年（平成30年）7月から2019年（平成31年）2月にかけて行われた全国高等学校総合体育大会である。
実施34競技のうち、30競技による夏季大会が2018年7月26日 - 8月20日を開催期間として東海ブロック4県で、冬季大会の4競技が競技種目ごとに下記開催地および開催期間にてそれぞれ実施された。

## 夏季大会
夏季大会は、三重県を中心とする東海地方で開催された。総合開会式は8月1日。

### 概要
- 愛称：2018 彩る感動 東海総体[2]
- スローガン：「翔べ 誰よりも高く 東海の空へ」[2]
- 総合開会式：三重県営サンアリーナ[1]
- 開催地：三重県（総合開会式など）、愛知県、岐阜県、静岡県[1]
- 特別協賛 - 大塚製薬
- 協賛 - JTB・マイナビ・カンコー学生服・KDDI

### 実施競技・会場一覧

#### 三重県
- 陸上競技（三重交通G スポーツの杜 伊勢陸上競技場）
- 水泳（水球）（三重交通G スポーツの杜 鈴鹿水泳場）
- バレーボール（男子：三重県営サンアリーナ、三重交通G スポーツの杜 鈴鹿体育館）（女子：津市サオリーナ、津市立芸濃中学校体育館、三重県総合文化センター（開会式のみ））
- ソフトテニス（三重交通G スポーツの杜 伊勢庭球場）
- ハンドボール（安濃中央総合公園内体育館、津市サオリーナ、三重県立津高等学校体育館、三重交通G スポーツの杜 鈴鹿体育館、三重県総合文化センター（開会式のみ））
- 男子サッカー（伊賀市上野運動公園競技場、伊勢フットボールヴィレッジ（Cピッチ除く）、三重交通G スポーツの杜 鈴鹿サッカー・ラグビー場（メイン・第2・第4グラウンドのみ）、四日市市中央緑地フットボール場A・Bフィールド、四日市市中央緑地陸上競技場、鈴鹿市民会館（開会式のみ））
- ソフトボール（熊野市総合グラウンド、熊野市防災公園野球場、熊野市山崎運動公園）
- 柔道（津市サオリーナ）
- 剣道（三重県営サンアリーナ）
- レスリング（メッセウイング・みえ）
- テニス（四日市市霞ヶ浦テニスコート、四日市市三滝テニスコート、四日市ドーム）
- 登山（鈴鹿山脈一帯、幕営地：三重県民の森、尾高キャンプ場、審査：三重県立菰野高等学校、開・閉会式：菰野町町民センター）
- ウエイトリフティング（亀山市西野公園体育館、亀山市文化会館（開会式のみ））
- なぎなた（津市久居体育館）

#### 愛知県
- 水泳（競泳・飛込）（名古屋日本ガイシアリーナ）
- バスケットボール（ドルフィンズアリーナ、一宮市総合体育館（男子のみ）、パークアリーナ小牧（女子のみ））
- 卓球（スカイホール豊田）
- ボート（愛知池漕艇場東郷コース、東郷町総合体育館（開会式のみ））
- フェンシング（知多市総合体育館、知多市勤労文化会館（開会式のみ））
- 少林寺拳法（西尾市総合体育館）

#### 静岡県
- 体操競技（静岡県草薙総合運動場体育館）
- 女子サッカー（藤枝市民グラウンドサッカー場、藤枝総合運動公園（陸上競技場・サッカー場・多目的広場人工芝広場）、藤枝市民会館（開会式のみ））
- バドミントン（浜松アリーナ、浜松市浜北総合体育館）
- 相撲（沼津市ふじのくに千本松フォーラム）
- 弓道（袋井市エコパアリーナ）
- 自転車競技（伊豆市日本サイクルスポーツセンター、日本競輪学校（トラックのみ））

#### 岐阜県
- ボクシング（OKBぎふ清流アリーナ）
- ホッケー（川崎重工ホッケースタジアム、各務原市民会館（開会式のみ））
- 空手道（岐阜メモリアルセンター で愛ドーム）
- アーチェリー（高山市中山公園陸上競技場、飛騨高山ビッグアリーナ（開・閉会式のみ））
- カヌー（長良川国際レガッタコース、海津市文化センター（開会式のみ））

#### 和歌山県
- ヨット：和歌山セーリングセンターで開催。

## 冬季大会
平成30年度全国高等学校総合体育大会では、2018年（平成30年）12月から2019年（平成31年）2月にかけてスキー、スケート・アイスホッケー、ラグビーフットボール、駅伝の4競技が冬季大会として開催された。

### スキー大会
スキー大会は、第68回全国高等学校スキー大会として2019年2月9日 - 2月12日に秋田県鹿角市で開催された。スローガンは、「躍動 雪の華たち咲き誇れ 鹿角の風を切って」。

#### 概要
- 主催：公益財団法人全国高等学校体育連盟、公益財団法人全日本スキー連盟、秋田県、秋田県教育委員会、鹿角市、鹿角市教育委員会
- 共催：読売新聞社
- 後援：スポーツ庁、公益財団法人日本スポーツ協会、日本放送協会（NHK）、公益財団法人秋田県体育協会、NPO法人鹿角市体育協会
- 主管：公益財団法人全国高等学校体育連盟スキー専門部、秋田県高等学校体育連盟、秋田県スキー連盟、鹿角市スキー連盟

#### 実施競技・会場一覧
| 競技名 | 競技名                                            | 競技名 | 会場地       | 会場                                                          |
| ------ | ------------------------------------------------- | ------ | ------------ | ------------------------------------------------------------- |
| スキー | アルペン                                          |        | 秋田県鹿角市 | 花輪スキー場ジャイアントコース                                |
| スキー | クロスカントリー                                  |        | 秋田県鹿角市 | 花輪スキー場クロスカントリーコース                            |
| スキー | スペシャルジャンプ 女子スペシャルジャンプ公開競技 |        | 秋田県鹿角市 | 花輪スキー場花輪シャンツェ                                    |
| スキー | ノルディックコンバインド                          |        | 秋田県鹿角市 | 花輪スキー場花輪シャンツェ 花輪スキー場クロスカントリーコース |

### スケート・アイスホッケー大会
- スケート・アイスホッケー[注釈 1]：スピードスケートは福島県、アイスホッケーは青森県、フィギュアは愛知県で開催。

#### フィギュアスケート大会
フィギュアスケート大会は、第64回全国高等学校フィギュアスケート競技選手権大会として2019年1月21日 - 1月25日に愛知県名古屋市で開催された。スローガンは、「未来を拓く その飛翔 君の軌跡は 夢を描く」。

##### 概要
- 主催：公益財団法人全国高等学校体育連盟、公益財団法人日本スケート連盟、愛知県、愛知県教育委員会、名古屋市、名古屋市教育委員会
- 共催：読売新聞社
- 後援：スポーツ庁、公益財団法人日本スポーツ協会、日本放送協会、公益財団法人愛知県体育協会
- 主管：公益財団法人全国高等学校体育連盟スケート専門部、愛知県高等学校体育連盟、愛知県スケート連盟

##### 実施競技・会場一覧
| 競技名     | 競技名 | 会場地   | 会場                                    |
| ---------- | ------ | -------- | --------------------------------------- |
| フィギュア |        | 名古屋市 | 日本ガイシスポーツプラザ ガイシアリーナ |

#### アイスホッケー大会
アイスホッケー大会は、第68回全国高等学校アイスホッケー競技選手権大会として2019年1月22日 - 1月26日に青森県八戸市、南部町で開催された。スローガンは、「いざ競え 想いを刻み 銀盤の世界へ」。

#### 概要
- 主催：公益財団法人全国高等学校体育連盟、公益財団法人日本スケート連盟、公益財団法人日本アイスホッケー連盟、青森県教育委員会、八戸市教育委員会、南部町教育委員会
- 共催：読売新聞社
- 後援：スポーツ庁、公益財団法人日本スポーツ協会、日本放送協会、公益財団法人青森県体育協会、八戸市体育協会、南部町体育協会
- 主管：公益財団法人全国高等学校体育連盟スケート専門部、青森県高等学校体育連盟、青森県アイスホッケー連盟

##### 実施競技・会場一覧
| 競技名         | 競技名 | 会場地               | 会場                                        |
| -------------- | ------ | -------------------- | ------------------------------------------- |
| アイスホッケー |        | 八戸市               | テクノルアイスパーク八戸 田名部記念アリーナ |
| アイスホッケー | 南部町 | ふくちアイスアリーナ |                                             |

### ラグビーフットボール大会
ラグビーフットボール大会は、第98回全国高等学校ラグビーフットボール大会として2018年（平成30年）12月27日 - 2019年（平成31年）1月7日に大阪府東大阪市の花園ラグビー場、花園中央公園多目的球技広場で開催された。

### 駅伝大会
駅伝大会は、男子第69回女子第30回全国高等学校駅伝競走大会として2018年（平成30年）12月23日に京都府京都市の京都市西京極総合運動公園陸上競技場、京都市西京極陸上競技場付設マラソンコースで開催された（開会式・表彰式はハンナリーズアリーナで実施）。

#### 概要
- 主催：公益財団法人全国高等学校体育連盟、公益財団法人日本陸上競技連盟、毎日新聞社、京都府、京都府教育委員会、京都市、京都市教育委員会
- 後援：文部科学省、日本放送協会
- 主管：公益財団法人全国高等学校体育連盟陸上競技専門部、一般財団法人京都陸上競技協会、京都府高等学校体育連盟

#### 大会記録

##### 入賞校
| 全国高等学校駅伝競走大会 | 全国高等学校駅伝競走大会 | 優勝                | 2位             | 3位               | 4位               | 5位               | 6位             | 7位                 | 8位             |
| ------------------------ | ------------------------ | ------------------- | --------------- | ----------------- | ----------------- | ----------------- | --------------- | ------------------- | --------------- |
| 2018年 （平成30年）      | 男子第69回大会           | 倉敷 （岡山）       | 世羅 （広島）   | 学法石川 （福島） | 九州学院 （熊本） | 佐久長聖 （長野） | 埼玉栄 （埼玉） | 八千代松陰 （千葉） | 豊川 （愛知）   |
| 2018年 （平成30年）      | 女子第30回大会           | 神村学園 （鹿児島） | 長野東 （長野） | 仙台育英 （宮城） | 大分東明 （大分） | 須磨学園 （兵庫） | 豊川 （愛知）   | 立命館宇治 （京都） | 興譲館 （岡山） |

##### 区間賞
| 全国高等学校駅伝競走大会 | 全国高等学校駅伝競走大会 | 1区                          | 2区                                  | 3区                                      | 4区                              | 5区                                | 6区                          | 7区                          |
| ------------------------ | ------------------------ | ---------------------------- | ------------------------------------ | ---------------------------------------- | -------------------------------- | ---------------------------------- | ---------------------------- | ---------------------------- |
| 2018年 （平成30年）      | 男子第69回大会           | 白鳥哲汰 （埼玉栄） 29'16"   | 小指卓也 （学法石川） 8'12"          | フィレモン・キプラガット （倉敷） 22'55" | ジョン・ムワニキ （世羅） 22'32" | 大塚稜介 （学法石川） 8'36"        | 宮内斗輝 （佐久長聖） 14'21" | 今村真路 （九州学院） 14'21" |
| 2018年 （平成30年）      | 女子第30回大会           | 廣中璃梨佳 （長崎商） 19'01" | ムワンギ・レベッカ （興譲館） 12'32" | 青木彩帆 （薫英女学院） 9'38"            | 小原茉莉 （長野東） 9'26"        | カマウ・タビタ （神村学園） 15'06" | -                            | -                            |